# Expats (miniserie)
Expats es una miniserie de televisión dramática estadounidense creada por Lulu Wang, basada en la novela de 2016 The Expatriates de Janice YK Lee y estrenada en Amazon Prime Video el 26 de enero de 2024.  

## Premisa
Expats sigue "las dinámicas vidas de una muy unida comunidad de expatriados, donde se ensalza la riqueza, las amistades son intensas pero conscientemente pasajeras, y las vidas personales, las muertes y los matrimonios se desarrollan públicamente para luego volver a contarse con alegría". 

## Elenco

### Principal
- Nicole Kidman como Margaret Woo
- Sarayu Blue como Hilary Starr
- Ji-young Yoo como Mercy Cho
- Brian Tee como Clarke Woo
- Tiana Gowen como Daisy Woo
- Bodhi del Rosario como Philip Woo
- Ruby Ruiz como Essie
- Amelyn Pardenilla como Puri
- Jack Huston como David Starr

### Actores invitados
- Flora Chan como Olivia Chu
- Bonde Sham como Charly
- Will Or

## Producción

### Desarrollo
El 7 de febrero de 2017, se informó que Blossom Films había adquirido los derechos de pantalla de la novela The Expatriates de Janice YK Lee con la intención de convertirla en una serie de televisión. Se asignó a Alice Bell para escribir la adaptación. Se esperaba que los productores ejecutivos fueran Nicole Kidman, Per Saari y Theresa Park, mientras que Lee actuaría como productora y consultora. Además de Blossom Films, las productoras involucradas en la producción debían incluir a POW! Productions.  El 28 de julio de 2018, se anunció que Amazon solicitó a la producción los derechos de emisión de la serie.  El 11 de enero de 2019, se anunció que Melanie Marnich se había unido a Bell como co-showrunner y productora ejecutiva de la serie.  En diciembre de 2019, se anunció que Lulu Wang se desempeñaría como productora ejecutiva de la serie, además de escribir y dirigir varios episodios. 
La serie se estrenó en la plataforma el 26 de enero de 2024. 

### Casting
Junto al anuncio inicial del desarrollo, se informó que Nicole Kidman protagonizaría la serie.  En mayo de 2021, Ji-young Yoo fue elegida para la serie.  En junio de 2021, Jack Huston y Sarayu Blue se unieron al elenco.   En septiembre de 2021, Brian Tee se unió al elenco. 

## Episodios
| N.º | Título       | Dirigido por | Escrito por      | Fecha de emisión original |
| --- | ------------ | ------------ | ---------------- | ------------------------- |
| 1   | «The Peak»   | Lulu Wang    | Lulu Wang        | 26 de enero de 2024       |
| 2   | «Mongkok»    | Lulu Wang    | Alice Bell       | 26 de enero de 2024       |
| 3   | «Mid-Levels» | Lulu Wang    | Vera Miao        | 2 de febrero de 2024      |
| 4   | «Mainland»   | Lulu Wang    | Gursimran Sandhu | 9 de febrero de 2024      |
| 5   | «Central»    | Lulu Wang    | Lulu Wang        | 16 de febrero de 2024     |
| 6   | «Home»       | Lulu Wang    | Janice Y. K. Lee | 23 de febrero de 2024     |

## Recepción

### Reacciones de los críticos
El sitio web agregador de reseñas Rotten Tomatoes informó un índice de aprobación del 73%, con una calificación promedio de 7,20/10, según 30 reseñas de críticos.  En Metacritic, la serie tiene una puntuación media ponderada de 73 sobre 100, basada en 20 críticas, lo que indica "críticas generalmente favorables". 

### Controversias
La decisión de Amazon Prime de producir en Hong Kong dos series sobre expatriados (la otra es Exciting Times ) fue criticada por ser insensible hacia la ciudad, la cual sufría una situación política en rápido deterioro debido a la ley de seguridad nacional de Hong Kong impuesta por el gobierno de la República Popular China.  El periódico oficial de Hong Kong, el South China Morning Post, se refirió a la serie como "sorda" y fuera de contacto, ya que la autora Janice YK Lee es hija de inmigrantes coreanos que abandonaron Hong Kong para ir a Estados Unidos con su familia cuando ella tenía 15 años. 
La actriz principal Nicole Kidman fue eximida de la cuarentena obligatoria de 21 días en un hotel, según lo establecido por la ciudad. Esta decisión fue criticada al llegar la actriz austraolestadunidense en un jet privado con guardaespaldas el 12 de agosto de 2021.   Las autoridades de Hong Kong respondieron que la exención de cuarentena se concedió "con el fin de realizar un trabajo profesional designado, teniendo en cuenta que favorece el mantenimiento del funcionamiento y el desarrollo necesarios de la economía de Hong Kong".  Los residentes se opusieron a lo que consideraban un trato manifiestamente injusto, a la vez que los usuarios de Internet también reaccionaron negativamente.  Varios legisladores expresaron preocupación por la exención dentro de la legislatura.   En respuesta a la controversia, el Secretario de Comercio y Desarrollo Económico, Edward Yau, negó que la exención violara las políticas existentes y dijo que la tripulación tendría que estar completamente vacunada y cumplir con requisitos de exención de cuarentena idénticos a los puestos a disposición de los banqueros.  Mientras que una persona dijo que la serie traería buena publicidad y empleos a Hong Kong,  el artista disidente Badiucao dijo que el régimen respaldado por los comunistas la usaría "como un programa de propaganda suave que endulzará las mentiras en Hong Kong". 